# The Honorary Title
The Honorary Title è stata una band Indie rock di Brooklyn. La band incise il suo primo EP "The Honorary Title" nel 2003 e il primo album nel 2004, Anything Else But the Truth, che è stato poi riproposto con l'aggiunta di cinque canzoni aggiuntive e due video.

## Storia del gruppo
La band, fondata nel 2003, all'inizio era composta di due soli elementi: Jarrod Gorbel, voce e testi, e Aaron Kamstra, polistrumentista. Dopo l'uscita dell'album di debutto, si aggiungono Adam Boyd e Jonathan Wiley, ex componenti della band The Format.Seguì un tour, dopo il quale fu lanciato l'album "Scream and Light Up The Sky", nel 2007. L'anno successivo, Aaron Kamstra lascia la band, seguito da Jonathan Wiley, che si unisce al tour di Adam Green . In una successiva intervista all'Absolutepunk.net, Gobel dichiara: " Aaron ed io abbiamo sempre avuto idee differenti, circa la strada da seguire musicalmente, personalmente, artisticamente blah blah blah. Passavamo molto più tempo a discutere che non a creare musica. Gli auguro tutta la fortuna possibile. Jon è in tour con Adam Green. Non ci sono rancori, anzi ci mancheranno: sono entrambi dei fantastici musicisti ".
Nel 2009, Gorbel incide un EP da solista, "Ten Years Older". In un'intervista dichiara:"Si può considerare un tentativo da solista, ma...Gli Honorary Title sono finiti. " Dichiara, inoltre, di stare lavorando ad un album da solista. Il 29 ottobre 2009, Gorbel annuncia il loro ultimo concerto, tenutosi il giorno successivo.

## Formazione
- Jarrod Gorbel – voce, chitarra
- Adam Boyd – batteria, cori
- Mike Schey - chitarra
- Nate Harold - basso
- Dustin Dobernig - tastiere

### Ex componenti
- Aaron Kamstra
- Jon Wiley

## Discografia

### Album
- 2004: Anything Else But the Truth
- 2007: Scream and Light Up the Sky

### EP
- 2003: The Honorary Title
- 2007: Untouched and Intact EP
- 2008: The City On Christmas EP
- 2009: Ten Years Older
- 2010: Devil's made a new friend
- 2011: Bruises From Your Bad Dreams

### Compilation
- Doghouse 100 – "Snow Day"
- Paupers, Peasants, Princes & Kings: The Songs of Bob Dylan – "Simple Twist of Fate"
- The Road Mix: Music from the Television Series One Tree Hill, Volume 3 – "Stay Away"
- Take Action Volume 6 – "Untouched and Intact"
- True Crime: New York City (Videogame) - "Bridge and Tunnel"